# 오일러 정리
수론에서, 오일러 정리(영어: Euler’s theorem)는 페르마의 소정리를 일반화한 정리의 하나이다.

## 정의
정수 {\displaystyle a} 및 양의 정수 {\displaystyle n}이 주어졌고, {\displaystyle a}와 {\displaystyle n}이 서로소라고 하자. 오일러 정리에 따르면, {\displaystyle a^{\phi (n)}}과 1은 법 {\displaystyle n}에 대하여 합동이다.
{\displaystyle a^{\phi (n)}\equiv 1{\pmod {n}}}

## 증명

### 군론적 증명
정수환의 몫환 {\displaystyle \mathbb {Z} /(n)}의 가역원군 {\displaystyle (\mathbb {Z} /(n))^{\times }}을 생각하자. {\displaystyle \operatorname {ord} a}가 {\displaystyle a}의 {\displaystyle (\mathbb {Z} /(n))^{\times }}에서의 위수라고 하자. 라그랑주 정리에 따라, {\displaystyle \operatorname {ord} a}는 가역원군의 크기 {\displaystyle \phi (n)}의 약수이다. 즉,
{\displaystyle \phi (n)=k\operatorname {ord} a}
인 양의 정수 {\displaystyle k}가 존재한다. 따라서
{\displaystyle a^{\phi (n)}=a^{k\operatorname {ord} a}=(a^{\operatorname {ord} a})^{k}\equiv 1^{k}=1{\pmod {n}}}
이다.

### 수론적 증명
정수의 집합 {\displaystyle \{x_{1},x_{2},\dots ,x_{m}\}}에 대한 다음 네 조건을 생각하자.
- ㈀ 만약 {\displaystyle i\neq j}라면, {\displaystyle x_{i}\not \equiv x_{j}{\pmod {n}}}이다.
- ㈁ 각 {\displaystyle i}에 대하여, {\displaystyle x_{i}}와 {\displaystyle n}은 서로소이다.
- ㈂ 만약 {\displaystyle x}와 {\displaystyle n}이 서로소라면, {\displaystyle x=x_{i}{\pmod {n}}}인 {\displaystyle i}이 존재한다.
- ㈃ {\displaystyle m=\phi (n)}

위 네 조건을 만족시키는 정수 집합은 반드시 존재한다. 예를 들어 {\displaystyle \{0,1,2,\dots ,n-1\}} 속의 정수 가운데 {\displaystyle n}과 서로소인 것들의 집합은 네 조건을 모두 만족시킨다. 사실 각 조건은 남은 세 조건으로부터 유도될 수 있다. 예를 들어 {\displaystyle \{x_{1},x_{2},\dots ,x_{\phi (n)}\}}이 조건 ㈀, ㈁, ㈃을 만족시킨다고 하자. {\displaystyle r_{i}\in \{0,1,2,\dots ,n-1\}}가 {\displaystyle x_{i}}를 {\displaystyle n}으로 나눈 나머지라고 하자. 그렇다면 {\displaystyle \{r_{1},r_{2},\dots ,r_{\phi (n)}\}} 역시 조건 ㈀, ㈁, ㈃을 만족시킨다. {\displaystyle \phi }의 정의에 따라 이는 {\displaystyle \{0,1,2,\dots ,n-1\}} 속에서 {\displaystyle n}과 서로소인 모든 정수의 집합이다. 만약 {\displaystyle x}와 {\displaystyle n}이 서로소라면, {\displaystyle x}는 그 {\displaystyle n}에 대한 나머지와 합동이며, 이 나머지는 {\displaystyle r_{i}} 가운데 하나다.
위 네 조건을 만족시키는 정수 집합 {\displaystyle \{x_{1},x_{2},\dots ,x_{\phi (n)}\}}을 취하자. 이제, {\displaystyle \{ax_{1},ax_{2},\dots ,ax_{\phi (n)}\}} 역시 네 조건을 만족시킴을 증명하자. 조건 ㈀, ㈁, ㈃을 만족시킴을 증명하면 충분하다.
조건 ㈀. {\displaystyle ax_{i}\equiv ax_{j}{\pmod {n}}}라고 하자. {\displaystyle n}은 {\displaystyle a(x_{i}-x_{j})}의 약수이다. 즉, {\displaystyle n}의 중복도를 감안한 소인수들은 모두 {\displaystyle a(x_{i}-x_{j})}의 소인수이다. {\displaystyle a}와 {\displaystyle n}이 서로소이므로 {\displaystyle a}와 {\displaystyle n}은 소인수를 공유하지 않으며, 따라서 {\displaystyle n}의 중복도를 감안한 소인수들은 모두 {\displaystyle x_{i}-x_{j}}의 소인수이다. 즉, {\displaystyle n}은 {\displaystyle x_{i}-x_{j}}의 약수이다. 따라서 {\displaystyle x_{i}\equiv x_{j}}이며, {\displaystyle i=j}이다.
조건 ㈁. {\displaystyle a}와 {\displaystyle x_{i}} 모두 {\displaystyle n}과 서로소이므로 그 곱 {\displaystyle ax_{i}} 역시 {\displaystyle n}과 서로소다.
조건 ㈃. 첫 번째 조건에 따라 {\displaystyle ax_{i}}는 서로 합동이 아니며, 특히 서로 다르다.
이제, {\displaystyle \{ax_{1},ax_{2},\dots ,ax_{\phi (n)}\}}과 {\displaystyle \{x_{1},x_{2},\dots ,x_{\phi (n)}\}}이 조건 ㈀, ㈁, ㈂, ㈃을 만족시키므로, 각 {\displaystyle i\in \{1,2,\dots ,\phi (n)\}}에 대하여,
{\displaystyle x_{i}\equiv ax_{\sigma (i)}{\pmod {n}}}
인 {\displaystyle \sigma (i)\in \{1,2,\dots ,\phi (n)\}}이 존재한다. {\displaystyle x_{i}}가 서로 합동이 아니므로 {\displaystyle ax_{\sigma (i)}} 역시 서로 합동이 아니며, {\displaystyle \sigma (i)}는 서로 다르다. 즉, {\displaystyle \sigma \colon \{1,2,\dots ,\phi (n)\}\to \{1,2,\dots ,\phi (n)\}}은 단사 함수이며, {\displaystyle \{1,2,\dots ,\phi (n)\}}이 유한 집합이므로 사실 이는 전단사 함수이다. 따라서
{\displaystyle a^{\phi (n)}\prod _{i=1}^{n}x_{i}=\prod _{i=1}^{n}ax_{\sigma (i)}\equiv \prod _{i=1}^{n}x_{i}{\pmod {n}}}
이며, {\displaystyle \textstyle \prod _{i=1}^{n}x_{i}}와 {\displaystyle n}이 서로소이므로
{\displaystyle a^{\phi (n)}\equiv 1{\pmod {n}}}
이다.

## 예

### 페르마의 소정리
페르마의 소정리는 오일러 정리의 특수한 경우이다. 정수 {\displaystyle a} 및 소수 {\displaystyle p}가 주어졌다고 하자. 또한, {\displaystyle p}가 {\displaystyle a}의 약수가 아니라고 하자. 그렇다면 {\displaystyle a}와 {\displaystyle p}는 서로소이다. {\displaystyle 1,2,\dots ,p-1}은 모두 {\displaystyle p}와 서로소이므로
{\displaystyle \phi (p)=p-1}
이다. 따라서
{\displaystyle a^{p-1}\equiv 1{\pmod {p}}}
이다.

### 오일러 피 함숫값의 홀짝성
양의 정수 {\displaystyle n\geq 3}이 주어졌다고 하자. −1과 {\displaystyle n}은 서로소이므로, 오일러 정리에 따라
{\displaystyle (-1)^{\phi (n)}\equiv 1{\pmod {n}}}
이다. 즉, {\displaystyle \phi (n)}은 짝수이다.

## 역사
스위스의 수학자 레온하르트 오일러가 증명하였다.

## 같이 보기
- 오일러 다면체 정리